# Steve Schapiro
Steve Schapiro (16 de noviembre de 1934 — 15 de enero de 2022) fue un fotógrafo estadounidense. Es conocido por sus fotografías de momentos clave del movimiento de derechos civiles, como la Marcha en Washington por el Trabajo y la Libertad o las marchas de Selma a Montgomery. También es conocido por sus retratos de celebridades y fotogramas de películas, sobre todo de El Padrino (1972) y Taxi Driver (1976).

## Vida y carrera
Schapiro nació el 16 de noviembre de 1934 en Brooklyn. Es hijo de David Schapiro, propietario de una papelería en el Rockefeller Center y Esther (Sperling) Schapiro, que trabajaba en la papelería de su marido. Schapiro descubrió la fotografía a los nueve años. Pronto decidió dedicarse al fotoperiodismo. Uno de sus modelos a seguir en ese momento fue el fotógrafo francés Henri Cartier-Bresson.
Schapiro asistío a clases con W. Eugene Smith, un fotógrafo influyente durante la Segunda Guerra Mundial. Smith le enseñó las habilidades técnicas y le mostró cómo desarrollar su propia visión del mundo y de la fotografía. El trabajo de Schapiro refleja la influencia de su maestro.
En 1961 Schapiro comenzó a trabajar como fotógrafo freelance. Sus fotos fueron publicadas en Life, Vanity Fair, Sports Illustrated, Newsweek, Time y Paris Match.
Los cambios políticos, culturales y sociales de la década de 1960 en los Estados Unidos fueron una inspiración para Schapiro. Acompañó a Robert F. Kennedy durante su campaña presidencial y capturó momentos clave del movimiento de derechos civiles como la Marcha en Washington por el Trabajo y la Libertad o las marchas de Selma a Montgomery. Schapiro no solo trabajó en los campos del fotoperiodismo y la documentación, sino que también se convirtió en un verdadero activista. Esto es visible en su forma de documentar las duras vidas de los trabajadores inmigrantes de Arkansas con los que trató en 1961.
En la década de 1970, Schapiro se centró más en fotografiar en sets de películas. Habiendo tomado fotos de Midnight Cowboy (1969), entre ellas también una famosa de Dustin Hoffman, fue contratado como fotógrafo por Paramount Pictures. Fotografió en el set de El padrino (1972) de Francis Ford Coppola con un elenco que incluía a Marlon Brando, Al Pacino, James Caan y Robert Duvall. Una de sus fotografías es de "Marlon Brando and the Cat". Schapiro también estuvo presente en el set de filmación de Chinatown (1974) de Roman Polanski. Dos años más tarde, Schapiro fue contratado, a petición de Robert De Niro, como fotógrafo en el plató de la película Taxi Driver (1976) de Martin Scorsese.
Schapiro capturó momentos clave de la historia estadounidense moderna con sus fotos que también reflejan su propia conciencia social y humana.
El fotógrafo murió de cáncer de páncreas en su casa de Chicago, el 15 de enero de 2022, a la edad de 87 años.

## Publicaciones
- Steve Schapiro: American Edge. Arena, 2000.
- Schapiro's Heroes. powerHouse, 2007.
- The Godfather Family Album. Paul Duncan (ed.). Taschen, 2010.[6]
- Steve Schapiro: Then and Now. Lonnie Ali, Matthias Harder. Hatje Cantz, 2012.
- Taxi Driver. Paul Duncan (ed.), Taschen, 2013.
- Barbra Streisand by Steve Schapiro and Lawrence Schiller. Schapiro, Lawrence Schiller, Patt Morrison, Lawrence Grobel, Nina Wiener (eds.). Taschen, 2014.
- Bliss: Transformational Festivals & the Neo Hippie. powerHouse, 2015.
- Misericordia: Together We Celebrate. powerHouse, 2016.
- Bowie. powerHouse, 2016.[7]
- The Fire Next Time. James Baldwin and Steve Schapiro. Taschen, 2017.[8][9]
- Ali. powerHouse, 2018.[10]